# Lamas do Vouga
Lamas do Vouga é uma povoação portuguesa que foi sede da Freguesia de Lamas do Vouga, do Município de Águeda, freguesia que tinha 4,3 km² de área e 729 habitantes (2011), tendo, por isso, uma densidade populacional de 169,5 hab/km².
A Freguesia de Lamas do Vouga foi extinta (agregada), em 2013, no âmbito de uma reforma administrativa nacional, tendo sido agregada às freguesias de Trofa e Segadães, para formar uma nova freguesia denominada União das Freguesias de Trofa, Segadães e Lamas do Vouga.

## Localização
Localizada na zona noroeste do município, Lamas do Vouga tem como vizinhas as localidades de Macinhata do Vouga a norte, Valongo do Vouga a leste e Trofa a sul e o Município de Albergaria-a-Velha a oeste. Dista cerca de oito quilómetros da cidade de Águeda.

## População
| População da freguesia de Lamas do Vouga (1864 – 2011) | População da freguesia de Lamas do Vouga (1864 – 2011) | População da freguesia de Lamas do Vouga (1864 – 2011) | População da freguesia de Lamas do Vouga (1864 – 2011) | População da freguesia de Lamas do Vouga (1864 – 2011) | População da freguesia de Lamas do Vouga (1864 – 2011) | População da freguesia de Lamas do Vouga (1864 – 2011) | População da freguesia de Lamas do Vouga (1864 – 2011) | População da freguesia de Lamas do Vouga (1864 – 2011) | População da freguesia de Lamas do Vouga (1864 – 2011) | População da freguesia de Lamas do Vouga (1864 – 2011) | População da freguesia de Lamas do Vouga (1864 – 2011) | População da freguesia de Lamas do Vouga (1864 – 2011) | População da freguesia de Lamas do Vouga (1864 – 2011) | População da freguesia de Lamas do Vouga (1864 – 2011) |
| ------------------------------------------------------ | ------------------------------------------------------ | ------------------------------------------------------ | ------------------------------------------------------ | ------------------------------------------------------ | ------------------------------------------------------ | ------------------------------------------------------ | ------------------------------------------------------ | ------------------------------------------------------ | ------------------------------------------------------ | ------------------------------------------------------ | ------------------------------------------------------ | ------------------------------------------------------ | ------------------------------------------------------ | ------------------------------------------------------ |
| 1864                                                   | 1878                                                   | 1890                                                   | 1900                                                   | 1911                                                   | 1920                                                   | 1930                                                   | 1940                                                   | 1950                                                   | 1960                                                   | 1970                                                   | 1981                                                   | 1991                                                   | 2001                                                   | 2011                                                   |
| 428                                                    | 507                                                    | 545                                                    | 581                                                    | 588                                                    | 664                                                    | 637                                                    | 681                                                    | 680                                                    | 769                                                    | 747                                                    | 710                                                    | 846                                                    | 760                                                    | 729                                                    |

Nos censos de 1864, 1890 e 1900 figura com o nome de Lamas
| Distribuição da População por Grupos Etários | Distribuição da População por Grupos Etários | Distribuição da População por Grupos Etários | Distribuição da População por Grupos Etários | Distribuição da População por Grupos Etários | Distribuição da População por Grupos Etários | Distribuição da População por Grupos Etários | Distribuição da População por Grupos Etários | Distribuição da População por Grupos Etários | Distribuição da População por Grupos Etários |
| -------------------------------------------- | -------------------------------------------- | -------------------------------------------- | -------------------------------------------- | -------------------------------------------- | -------------------------------------------- | -------------------------------------------- | -------------------------------------------- | -------------------------------------------- | -------------------------------------------- |
| Ano                                          | 0-14 Anos                                    | 15-24 Anos                                   | 25-64 Anos                                   | > 65 Anos                                    |                                              | 0-14 Anos                                    | 15-24 Anos                                   | 25-64 Anos                                   | > 65 Anos                                    |
| 2001                                         | 122                                          | 118                                          | 400                                          | 120                                          |                                              | 16,1%                                        | 15,5%                                        | 52,6%                                        | 15,8%                                        |
| 2011                                         | 105                                          | 83                                           | 409                                          | 132                                          |                                              | 14,4%                                        | 11,4%                                        | 56,1%                                        | 18,1%                                        |

Média do País no censo de 2001:   0/14 Anos-16,0%;  15/24 Anos-14,3%;  25/64 Anos-53,4%;  65 e mais Anos-16,4%
Média do País no censo de 2011:    0/14 Anos-14,9%;  15/24 Anos-10,9%;  25/64 Anos-55,2%;  65 e mais Anos-19,0%
(Fonte: INE)

## Lugares
- Lamas do Vouga
- Pedaçães
- Vila Verde
- Vouga

## História
Apesar da sua pequena dimensão, Lamas do Vouga é uma das localidades mais históricas do Distrito de Aveiro. A sua importância histórica resulta do facto de ali se cruzarem com o rio Vouga as antigas estradas que ligavam as cidades do extremo ocidente peninsular. Já por ali passava a estrada romana, fazendo a ligação de Olisipo a Bracara Augusta. Mais tarde, as estradas medievais (mourisca, coimbrã, real) viriam também a passar por ali. E ainda hoje é por ali que passa o Itinerário Complementar IC2. Uma outra estrada romana, e mais tarde medieval, passando igualmente em Lamas do Vouga, fazia a ligação de Viseu ao litoral aveirense. As pontes medievais do Vouga e do rio Marnel, ainda existentes, continuam a testemunhar a antiga importância viária do local.
Enquanto freguesia religiosa, a história de Lamas do Vouga remonta ao Mosteiro de Santa Maria de Lamas, ou Mosteiro do Marnel, documentado no século X e a que se encontra ligado Gonçalo Viegas de Marnel. Situava-se este mosteiro na margem sul do pequeno rio Marnel, afluente do Vouga. A igreja paroquial de Santa Maria de Lamas viria a ser consagrada no século XII, conforme lápide que ainda se conserva. Devido ao progressivo assoreamento das margens do Vouga, o local da primitiva igreja e mosteiro de Santa Maria de Lamas, onde ainda subsistem alguns vestígios, tornou-se insalubre e frequentemente alcançado pelas cheias, pelo que a igreja foi transferida para um ponto mais alto na margem norte do rio Marnel. Era priorado da apresentação dos duques de Aveiro, passando para a Coroa quando esta família se extingiu, no reinado de Dom José.
Na organização civil, a freguesia de Lamas do Vouga sucede ao antiquíssimo concelho de Vouga, extinto em 31 de Dezembro de 1853. A sua sede, conhecida como burgo de Vouga, situava-se junto à estrada real, entre as pontes do Vouga e do Marnel, em local hoje englobado na malha urbana da povoação de Lamas do Vouga. De notar que, no antigo regime, parte da povoação de Lamas do Vouga pertencia ao concelho e capitania-mor de Aveiro. Em 1689, o concelho do Vouga abrangia Arrancada, o lugar de Santo António, Vale Maior e Carvalhal da Portela, Lanheses, Mesa, Macinhata, metade da Aguieira, Veiga, Ferreiros, Soutelo, Sabugal e as Póvoas de Cadaveira, Mouta, Moutedo, Campelinho, Assores, Viade, Salgueiro, Redondo, Bico, A-do-Fernando das Cavadas, Troviscal, Toural, Lavegadas, Chouchos e Mocho.
O concelho de Vouga foi um dos inúmeros concelhos em que se dividiu a Terra de Vouga, território medieval documentado nos séculos XI a XIV, o qual correspondia grosso modo à zona sul do distrito de Aveiro, isto é, desde Albergaria-a-Velha até à Mealhada. A sede desta grande terra de Vouga era também o burgo de Vouga.
O burgo e terra de Vouga estão na continuidade da antiga cidade romana de Talábriga e seu território. Talábriga situava-se no Monte Marnel, ou Cabeço do Vouga, local de notáveis características defensivas, situado precisamente na localidade de Lamas do Vouga. Embora ainda não seja conhecida a extensão exacta da cidade romana, os vestígios já revelados pelas escavações merecem visita.
A decadência do burgo de Vouga resulta do processo de assoreamento do delta do Vouga, que levou à formação da ria de Aveiro, afastando o mar e dificultando a navegação. À medida que o burgo de Vouga entrava em agonia, emergia no litoral a vila de Aveiro, hoje capital do distrito.

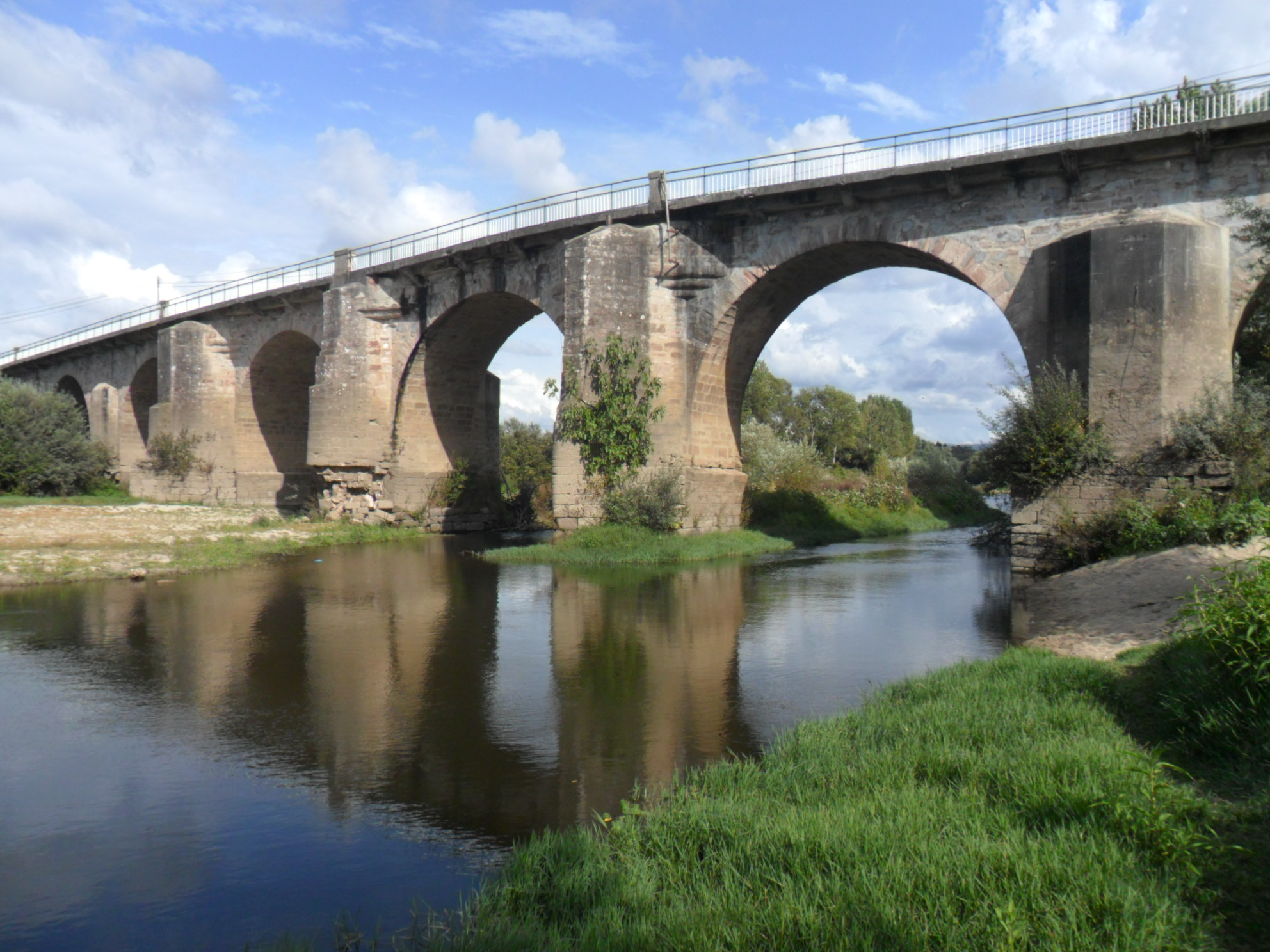
Ponte Velha do Vouga

## Património
- Ruínas da cidade romana de Talábriga
- Ponte velha de Vouga
- Ponte velha do Marnel
- Igreja paroquial de Santa Maria de Lamas
- Capela do Espírito Santo, no Monte Marnel

## Informação Diversa
- Actividades Económicas: Agricultura e Comércio
- Festas e romarias: S. Lourenço (domingo após 10 de Agosto) e Espírito Santo (1º domingo de Julho)
- Gastronomia Local: Leitão à Bairrada, Chanfana e doces regionais
- Colectividades: associação de caçadores “ A norte de Águeda”, associação de Jovens de Pedaçães, associação musical “3 gerações” e Associação Social Desportiva e Cultural de Pedaçães (ASDCP).